# عملية الأسقف
عملية الأسقف (بالإسبانية: Operativo Alfil)‏ كانت الإضافة الأرجنتينية لقوات التحالف من 35 دولة بقيادة الولايات المتحدة في حرب الخليج ضد العراق ردا على غزو العراق وضمه للكويت. تألفت العملية من أربع سفن حربية وطائرتي هليكوبتر.  
أسفرت العملية عن حصول الأرجنتين على تصنيفها كحليف رئيسي من خارج الناتو من قبل الرئيس بيل كلينتون في عام 1998. 